# Saint-George (gmina)
Saint-George – miejscowość i gmina (commune) w zachodniej Szwajcarii, w kantonie Vaud, w okręgu (district) Nyon.  

## Demografia
W Saint-George mieszka 1066 osób. W 2021 roku 23,2% populacji gminy stanowiły osoby urodzone poza Szwajcarią.